# لوسین متومو
لوسین متومو (انگلیسی: Lucien Mettomo؛ زادهٔ ۱۹ آوریل ۱۹۷۷) یک بازیکن فوتبال اهل کامرون است.
وی همچنین در تیم ملی فوتبال کامرون بازی کرده و همراه این تیم در جام جهانی ۲۰۰۲ حاضره شده است.